# Alpské lyžování na Zimních olympijských hrách 2022 – superkombinace ženy
Superkombinace žen na Zimních olympijských hrách 2022 se konala  17. února 2022 jako pátý ženský závod v alpském lyžování pekingské olympiády na tratích Národního centra alpského lyžování v obvodu Jen-čching. Sjezd začal v 10.30 hodin místního času a slalom navázal od 14.00 hodin. Do závodu nastoupilo 26 lyžařek ze 14 výprav. V předchozí části probíhající sezóny Světového poháru 2021/2022 se žádný superkombinační závod nekonal.
Obhájkyně stříbra a úřadující mistryně světa Mikaela Shiffrinová nezvládla ani třetí technickou disciplínu na pekingských hrách a opět vypadla již v horní části tratě. Rekordmanka Světového poháru v počtu 47 vyhraných slalomů byla po sjezdu hlavní favoritkou na titul. Ze čtyř amerických lyžařek nedokončily slalom tři, přestože trať stavěl americký trenér.
Ester Ledecká ztrácela po sjezdu jedinou setinu sekundy na vedoucí Christine Scheyerovou. Pátým nejrychlejším časem ve slalomu se propadla za elitní slalomářky na konečnou čtvrtou příčku, znamenající třetí nejlepší umístění české výpravy spolu s rychlobruslařkou Sáblíkovou na distanci 3000 m a biatlonistkou Davidovou v závodu s hromadným startem. Za stupni vítězů zaostala o osm desetin sekundy. V rozjížďce před druhým kolem se zranila a přípravný slalom nedojela. Závod se přesto rozhodla dokončit.

## Medailistky
Olympijskou vítězkou se stala 28letá Švýcarka Michelle Gisinová, která obhájila prvenství ze ZOH 2018 v Pchjongčchangu. Po bronzu z pekingského superobřího slalomu tak vybojovala třetí olympijskou medaili. Druhé zlato z kombinačního závodu získala jako třetí lyžařka celkově i v řadě, když v této statistice navázala na dvě trofeje Janici Kostelićové a Marie Rieschové. Kariéru Gisinové během letní přípravy ohrozila infekční mononukleóza, která způsobila tréninkový výpadek. K návratu na tratě ji inspiroval italský plavec Gregorio Paltrinieri, jenž  zvládl stejnou infekci před tokijskou olympiádou, kde získal dvě medaile.
Stříbrný kov si odvezla 28letá Švýcarka Wendy Holdenerová se ztrátou 1,05 sekundy na vítězku. O jednu příčku tak vylepšila výsledek z pchjongčchangské olympiády. V předchozím programu pekingských her již obsadila třetí místo ve slalomu. Celkově si připsala pátou olympijskou medaili. Na bronzové příčce dojela 31letá Italka Federica Brignoneová, jež na druhou ztratila osm desetin sekundy. Po pódiových umístěních z obřích slalomů na ZOH 2018 a 2022 získala třetí olympijský kov.

## Výsledky
| P                                                                   | SČ | závodnice                | stát                   | Sjezd            | Sjezd            | Slalom           | Slalom           | celkový výsledek | celkový výsledek |
| P                                                                   | SČ | závodnice                | stát                   | čas              | poř.             | čas              | poř.             | čas              | ztráta           |
| ------------------------------------------------------------------- | -- | ------------------------ | ---------------------- | ---------------- | ---------------- | ---------------- | ---------------- | ---------------- | ---------------- |
| Zlatá olympijská medaile                                            | 7  | Michelle Gisinová        | Švýcarsko              | 1:33,42          | 12.              | 52,25            | 1.               | 2:25,67          | —                |
| Stříbrná olympijská medaile                                         | 20 | Wendy Holdenerová        | Švýcarsko              | 1:33,41          | 11.              | 53,31            | 3.               | 2:26,72          | +1,05            |
| Bronzová olympijská medaile                                         | 16 | Federica Brignoneová     | Itálie                 | 1:33,11          | 8.               | 54,41            | 4.               | 2:27,52          | +1,85            |
| 4.                                                                  | 5  | Ester Ledecká            | Česko                  | 1:32,43          | 2.               | 55,89            | 5.               | 2:28,32          | +2,65            |
| 5.                                                                  | 3  | Katharina Huberová       | Rakousko               | 1:35,68          | 19.              | 53,12            | 2.               | 2:28,80          | +3,13            |
| 6.                                                                  | 10 | Christine Scheyerová     | Rakousko               | 1:32,42          | 1.               | 56,83            | 7.               | 2:29,25          | +3,58            |
| 7.                                                                  | 11 | Ramona Siebenhoferová    | Rakousko               | 1:32,56          | 3.               | 57,13            | 10.              | 2:29,69          | +4,02            |
| 8.                                                                  | 17 | Laura Gauchéová          | Francie                | 1:34,08          | 17               | 55,96            | 6.               | 2:30,04          | +4,37            |
| 9.                                                                  | 19 | Maruša Ferková Saioniová | Slovinsko              | 1:33,07          | 6.               | 57,05            | 8.               | 2:30,12          | +4,45            |
| 10.                                                                 | 22 | Julija Pleškovová        | Sportovci ROV          | 1:33,54          | 14.              | 57,16            | 11.              | 2:30,70          | +5,03            |
| 11.                                                                 | 25 | Patricia Manganová       | Spojené státy americké | 1:35,89          | 20.              | 57,05            | 8.               | 2:32,94          | +7,27            |
| 12.                                                                 | 23 | Cande Morenová           | Andorra                | 1:34,05          | 16.              | 1:00,29          | 14.              | 2:34,34          | +8,67            |
| 13.                                                                 | 2  | Greta Smallová           | Austrálie              | 1:34,38          | 18.              | 1:00,17          | 13.              | 2:34,55          | +8,88            |
| 14.                                                                 | 26 | Tereza Nová              | Česko                  | 1:37,07          | 23.              | 58,39            | 12               | 2:35,46          | +9,79            |
| 15.                                                                 | 24 | Kchung Fan-jing          | Čína                   | 1:41,95          | 24.              | 1:05,73          | 15.              | 2:47,68          | +22,01           |
| —                                                                   | 12 | Romane Miradoliová       | Francie                | 1:32,95          | 4.               | nedojela do cíle | nedojela do cíle | nedojela do cíle | nedojela do cíle |
| —                                                                   | 9  | Mikaela Shiffrinová      | Spojené státy americké | 1:32,98          | 5.               | nedojela do cíle | nedojela do cíle | nedojela do cíle | nedojela do cíle |
| —                                                                   | 8  | Keely Cashmanová         | Spojené státy americké | 1:33,09          | 7.               | nedojela do cíle | nedojela do cíle | nedojela do cíle | nedojela do cíle |
| —                                                                   | 6  | Nicol Delagová           | Itálie                 | 1:33,12          | 9.               | nedojela do cíle | nedojela do cíle | nedojela do cíle | nedojela do cíle |
| —                                                                   | 18 | Priska Nuferová          | Švýcarsko              | 1:33,15          | 10.              | nedojela do cíle | nedojela do cíle | nedojela do cíle | nedojela do cíle |
| —                                                                   | 15 | Marta Bassinová          | Itálie                 | 1:33,45          | 13.              | nedojela do cíle | nedojela do cíle | nedojela do cíle | nedojela do cíle |
| —                                                                   | 1  | Isabella Wrightová       | Spojené státy americké | 1:33,72          | 15.              | nedojela do cíle | nedojela do cíle | nedojela do cíle | nedojela do cíle |
| —                                                                   | 21 | Elvedina Muzaferijová    | Bosna a Hercegovina    | 1:35,89          | 20.              | nedojela do cíle | nedojela do cíle | nedojela do cíle | nedojela do cíle |
| —                                                                   | 4  | Nevena Ignjatovićová     | Srbsko                 | 1:37,02          | 22.              | diskvalifikována | diskvalifikována | diskvalifikována | diskvalifikována |
| —                                                                   | 13 | Elena Curtoniová         | Itálie                 | nedojela do cíle | nedojela do cíle | nedojela do cíle | nedojela do cíle | nedojela do cíle | nedojela do cíle |
| —                                                                   | 14 | Roni Remmeová            | Kanada                 | nedojela do cíle | nedojela do cíle | nedojela do cíle | nedojela do cíle | nedojela do cíle | nedojela do cíle |
| P – pořadí, SČ – startovní číslo                                    |    |                          |                        |                  |                  |                  |                  |                  |                  |
| Sjezd odstartoval v 10.30 hodin (UTC+8) a slalom pak ve 14.00 hodin |    |                          |                        |                  |                  |                  |                  |                  |                  |